# عبد الحميد العباسي
عبد الحميد محمد الأمين العباسي، (1924 - 1978)، معلم مدارس ثانوية تخصص (لغة عربية) خريج الأزهر الشريف وهو شاعر دفعة إدريس جماع.
ولد بالمحمية غرب ريفي المتمة في السودان عام 1924 لأب كان شيخا من شيوخ الأزهر الشريف بمصر وبعد أن أكمل خلوة الشيخ نعيم الفادني اصطحبه والده الشيخ محمد الأمين العباسي إلى مصر حيث حفظ القرآن الكريم في ثلاثة عشر شهرا ونال الشهادة العالمية (بكسر اللام) مع الإجازة في التدريس وعمل مدرسا بالأزهر الشريف. كان له كتاب عن الأدب العربي يدرس في الأزهر حتي أواخر خمسينيات القرن الماضي. يذكر من زملاء دراسته عبد الله الشيخ البشير.
عاد إلى السودان في ستينيات القرن الماضي وعمل في سلك التدريس أولا في البعثة المصرية ثم تدرج في وزارة التربية والتعليم. توفاه الله في مارس 1978 وقد نعته مدرسة حنتوب إلى الأمة الإسلامية والعربية في الصحف اليومية السودانية. كان في مدارس عدة منها وادي سيدنا والسعودية وحنتوب كان له برنامج إذاعي شيق في الإذاعة السودانية في الستينيات وهو برنامج «شعراء عرفتهم».
وكان ضمن فريق محراب الجزيرة للآداب والفنون